# هيلين بينيت
هيلين بينيت(بالفرنسية: Hélène Binet)‏ (مواليد 1959) هي مصورة سويسرية-فرنسية مقيمة في مدينة لندن . اشتهرت بعملها مع المهندسين المعماريين دانييل ليبسكيند وبيتر زومتور وزها حديد ، وتعد هيلين من أبرز المصورين المعماريين في العالم.  لها كتب تجمع أعمال لمجموعة من المهندسين المعماريين. 

## روابط خارجية
- "Dancing in the Dark: The Architectural Photography of Hélène Binet". Lens, New York Times. مؤرشف من الأصل في 2019-12-16.
- Publications by and about Hélène Binet